# Матиас Перес
Матиас Омар Перес Лаборда (на испански: Matías Omar Pérez Laborda) е уругвайски футболист, защитник.

## Кариера
Перес започва професионалната си кариера в Пенярол през 2006 г. След един сезон преминава в Данубио. През 2009 г. е привлечен в аржентинския Арсенал де Саранди. Прави дебюта си за него на 22 август 2009 г. при загубата с 0:2 от Естудиантес де ла Плата. Първият си гол за клуба отбелязва срещу Колон де Санта Фе при 4:1 на 8 октомври 2009 г. През август 2010 г. се завръща в Данубио. След като участва в Торнео Апертура с клуба и отбелязва 2 гола в 11 мача, преминава в чилийския
Сантяго Уондърърс. Задържа се за кратко, след което сменя няколко отбора Универсидад Католика, Данубио, Килмес и Хувентуд.